# E
E е петата буква от латинската азбука.

## История
| A28 |

| A28 |

## Означение
Малко латинско e се използва за означение на:
- e, Неперовото число
- електрон
- ℮ (минимум 3 mm високо) съкращение за quantité estimée (на френски „номинално количество“). Използва се при означаване на съдържанието при предварително опакованите продукти, които съответстват на европейската директива за готовите опаковки, като допълнителен знак, поставян непосредствено до означението за количество.

и други.